# Pseudoalcippe
Pseudoalcippe es un género de aves paseriformes perteneciente a la familia Sylviidae. Sus dos miembros se extienden por las montañas del África subsahariana.

## Especies
El género contiene las siguientes especies:
- Pseudoalcippe abyssinica - timalí abisinio;
- Pseudoalcippe atriceps - timalí del Ruwenzori.